# 컴래드 X
컴래드 X(Comrade X)는 미국에서 제작된 킹 비더 감독의 1940년 코미디, 멜로/로맨스 영화이다. 클라크 게이블 등이 주연으로 출연하였다.

## 출연

### 주연
- 클라크 게이블
- 헤디 라머